# Doryperimys olsacheri
Doryperimys olsacheri és una espècie extinta de mamífer rosegador de la família dels neoepiblèmids que visqué a Sud-amèrica durant el Miocè inferior, fa entre 17,5 i 21 milions d'anys. Se n'han trobat restes fòssils a la formació del Cierro Bandera (Argentina). Es tracta de l'única espècie del gènere Doryperimys. Era un membre petit de la seva família, si fa no fa com individus adults de Perimys incavatus. El nom genèric Doryperimys significa ‘Perimys llança’, en referència al perfil de les dents postcanines, que recorda una llança. El nom específic olsacheri, en canvi, li fou assignat en honor del personal del Museu Provincial de Ciències Naturals «Prof. Dr. Juan A. Olsacher».